# Adrian Piper
Adrian Margaret Smith Piper (20 de septiembre de 1948) es una artista conceptual y filósofa estadounidense. Su trabajo aborda cómo y por qué aquellos involucrados en más de una disciplina pueden experimentar el ostracismo profesional, la otredad, el traspaso racial  y el racismo mediante el uso de diversos medios tradicionales y no tradicionales para provocar el autoanálisis. Ella usa la reflexión sobre su propia carrera como ejemplo. Piper ha sido galardonada con varias becas y medallas y se ha afirmado que ha "influido profundamente en el lenguaje y la forma del arte conceptual". En 2002, fundó el Archivo de Investigación Adrian Piper (APRA) en Berlín, Alemania, foco de una fundación que se estableció en 2009. 

## Biografía
Adrian Piper nació el 20 de septiembre de 1948 en la ciudad de Nueva York. Se crio en Manhattan, en una familia negra de clase media alta y asistió a una escuela privada con estudiantes blancos en su mayoría ricos. Estudió arte en la Escuela de Artes Visuales y se graduó con un título de asociada en 1969. Luego estudió Filosofía en el City College de Nueva York y se graduó summa cum laude con una licenciatura en 1974. Recibió una maestría en Filosofía de la Universidad de Harvard en 1977 y su doctorado en 1981, supervisado por John Rawls. También estudió en la Universidad de Heidelberg. Durante sus estudios filosóficos, Piper se centró en la Crítica de la razón pura de Kant; esta inspiración filosófica impregna sus obras de arte, más específicamente Food for the Spirit (1971). 
A finales de los años 60 y principios de los 70, Piper fue influenciada por Sol LeWitt e Yvonne Rainer. Trabajó en la Galería Seth Siegelaub, conocida por sus exposiciones de arte conceptual, en 1969. En 1970, expuso en la exposición Information del Museo de Arte Moderno, y comenzó a estudiar filosofía en la universidad. Piper ha dicho que fue expulsada del mundo del arte durante este tiempo por su raza y sexo. Su trabajo comenzó a abordar el ostracismo, la otredad y las actitudes en torno al racismo. En una entrevista con Maurice Berger, publicada bajo el título Critique of Pure Racism (Crítica del racismo puro), Piper afirmó que si bien considera que el análisis del racismo es digno de elogio, quiere que su obra de arte ayude a las personas a confrontar sus puntos de vista racistas.
Piper recibió becas de artes visuales del National Endowment for the Arts en 1979 y 1982, y una beca Guggenheim en 1989. Piper enseñó en Wellesley College, Harvard University, Stanford University, University of Michigan, Georgetown University y University of California, San Diego. En 1991, se convirtió en la primera profesora de filosofía afroamericana en recibir la tenencia académica en los Estados Unidos. Mientras estaba en licencia no remunerada en Berlín durante 2008, Wellesley College canceló su cátedra titular debido a su negativa a regresar a los Estados Unidos mientras figuraba como "Viajera sospechosa" en la Lista de vigilancia de la Administración de Seguridad del Transporte de los Estados Unidos.
Piper está divorciada y no tiene hijos. Actualmente vive y trabaja en Berlín, donde dirige el Archivo de Investigación Adrian Piper. En 2015, fue galardonada con el León de Oro al mejor artista en la exposición internacional de la Bienal de Venecia.
En 2017, Piper recibió un doctorado honoris causa en Bellas Artes de la Universidad de Arte y Diseño de Nueva Escocia.

## Ideología
En 1981 Piper publicó un ensayo titulado "Ideology, Confrontation and Political Self-Awareness" ("Ideología, confrontación y autoconciencia política"), en el que analiza conceptos que explora a través de su arte. En su ensayo, contempla nociones de autoexamen humano y estructuras de creencias que sirven para "individualizarse de otro". Estas creencias comienzan con nuestras primeras experiencias en el mundo y no se cuestionan hasta que son atacadas por nuevas experiencias que rompen la conformidad, introduciendo dudas, la clave para el autoexamen y la revisión de creencias. Piper argumenta que las creencias que tendemos a mantener por más tiempo, y que a menudo evitamos exponer al examen, son aquellas que nos permiten mantener una comprensión que tiene sentido para nosotros sobre quiénes somos y cómo existimos en el mundo en general. Ella señala que estas "ideologías" a menudo son responsables de "comportamientos estúpidos, insensibles y egoístas, generalmente a expensas de otros individuos o grupos". Piper concluye el ensayo diciéndoles a los lectores que si considerar los puntos que plantea los hace sentir cohibidos por sus creencias políticas en el más mínimo grado, o les hace tener incluso "el más mínimo atisbo de dudas sobre la veracidad de [sus] opiniones, entonces [ella] considerará [la] pieza como un éxito rotundo".

## Carrera
La primera mención de Piper como artista en la prensa fue en Village Voice el 27 de marzo de 1969, cuando solo tenía 19 años. Fue en respuesta a lo que también se considera su primera exposición individual, su proyecto de arte postal titulado, Three Untitled Projects (Tres proyectos sin título). Las personas e instituciones a quienes envió sus folletos engrapados de 8 1/2 × 11 pulgadas que comprendían la pieza se enumeraron en la última página como "Lugares de exhibición". Con este proyecto, Piper logró distribuir su trabajo en sus propios términos a una audiencia de más de 150 artistas, curadores y distribuidores de su elección. 

### Actuaciones callejeras (años 70)
En la década de 1970, comenzó una serie de actuaciones callejeras bajo el título colectivo, Catalysis, que incluía acciones como pintar su ropa con pintura blanca y usar un letrero que decía "Pintura fresca" e ir a los grandes almacenes Macy's a comprar guantes y gafas de sol; metiéndose una enorme toalla blanca en la boca y subiendo al autobús, al metro y al ascensor del Empire State Building; y se empapó con una mezcla de vinagre, huevos, leche y aceite de hígado de bacalao y luego pasó una semana recorriendo el metro y las librerías de Nueva York. Catalysis VII involucró a Piper visitando un museo, masticando chicle ruidosamente y sosteniendo una bolsa llena de salsa de tomate. Las actuaciones de Catalysis tenían el propósito de catalizar desafíos que constituían el orden del campo social, "a nivel de vestimenta, cordura y la distinción entre actos públicos y privados". La palabra "catálisis" describe una reacción química causada por un agente catalítico que permanece sin cambios, y Piper vio la reacción de su audiencia como el agente no afectado.
La serie Mythic Being de Piper, iniciada en 1973, vio a la artista vestida con una peluca y bigote y actuando públicamente como un "hombre del tercer mundo, clase trabajadora, demasiado hostil".
En 2013, la Grey Art Gallery de la NYU reprodujo imágenes del trabajo de Piper de 1973, Mythic Being, en su exposición titulada "Radical Presence: Black Performance in Contemporary Art" ("Presencia radical: actuación negra en el arte contemporáneo"). Piper rechazó la inclusión y solicitó que su trabajo fuera eliminado de la exposición porque su inclusión subrayaba aún más la marginación de los artistas no blancos y estaba en oposición directa a los ideales que ella luchó para inspirar a sus espectadores.
Piper pasó el verano de 1971 en su loft en la ciudad de Nueva York. Durante este tiempo, ella estaba leyendo la Crítica de la razón pura de Immanuel Kant (1781). Ella leería este libro mientras realizaba varias actividades. Dichas actividades consistían en yoga, ayuno y escritura. Sin embargo, su experiencia al leer esto la llevó a sentir que estaba perdiendo conexión con su ser físico y estaba desapareciendo. Ella creó el trabajo Food for the Spirit para contrarrestar este sentimiento. Para realizar el trabajo, se fotografiaba periódicamente frente a un espejo y cantaba partes del libro que la llevaron a este sentimiento. Las obras consisten en 14 impresiones en grabado de gelatina de plata como parte de un aglutinante.

### Lecciones de Funk (1980)
Entre 1982 y 1984, Piper organizó una serie de eventos anunciados como, Funk Lessons, que invitó a los participantes a aprender sobre los estilos de baile, la cultura y la historia de la música funk. Piper localizó las raíces del funk en la música tribal africana y lo vio como parte integral de la creciente presencia de figuras culturales negras en Estados Unidos y la lucha en curso por la igualdad de derechos. Al exponer a diversos públicos a la música de la contracultura afroamericana, Piper buscó crear un diálogo sobre el valor cultural de la música de baile y las políticas de raza e identidad. 
Cada "lección" se anunciaba en postales que evitaban específicamente etiquetar el evento como una obra de arte participativo. Piper comenzó las lecciones tocando muestras de música e instruyendo a los participantes en movimientos de baile específicos, mientras gradualmente introducía anécdotas de historia y cultura negras en su presentación. Piper actuó como facilitadora de discusiones que, a veces, se calentaron a medida que los participantes se desviaban del formato académico para participar en una discusión activa. Al involucrar al público en una participación activa, Piper se vio a sí misma creando un trabajo temprano de estética relacional o lo que podría describirse como práctica social. Como se documenta en un video de Sam Samore, la experiencia trascendió el didacticismo académico a favor del intercambio social; el mantra de Piper para el trabajo fue: "Get down and party together".

### Escritura
En 1981, Piper publicó el ensayo "Ideology, Confrontation, and Political Self Awareness" ("Ideología, confrontación y autoconciencia política"), en la revista High Performance. En ella, detalla tres falacias lógicas generalizadas que, según ella, contribuyeron a construir la propia ideología: el mecanismo de identidad falsa, la ilusión de perfección y el mecanismo de comunicación unidireccional. Ella argumentó que estas falacias conducen a la Ilusión de la Omnisciencia, que definió como "estar tan convencida de la infalibilidad de sus propias creencias sobre todos los demás que olvida que está percibiendo y experimentando como otras personas desde una perspectiva que está en sus propios modos, tan subjetivos y limitados como los de ellos".
En 2008, Cambridge University Press publicó su ensayo de dos volúmenes, "Rationality and the Structure of the Self" ("La racionalidad y la estructura del yo"). El Volumen I involucra un resumen de una gran cantidad de filosofía occidental, mientras que el Volumen II se enfoca en su propia interpretación de estos filósofos. En el Volumen II, Piper argumenta que, sin alienación moral, seríamos incapaces de forjar relaciones con otros, o actuar interpersonalmente al servicio de principios morales desinteresados.

### Trabajo de galería
Gran parte del trabajo de Piper trata temas del traspaso racial, racismo y género en los Estados Unidos. Por ejemplo, en su pieza de actuación de 1986, "My Calling (Card) #1", distribuyó una tarjeta a cualquiera que hiciera un comentario racista en su presencia, haciéndoles conocer su identidad como mujer afroamericana y cómo el comentario la hizo sentir incómoda. Piper distribuyó estas tarjetas en cenas y cócteles como una forma de enfrentar sutilmente el racismo. En un esfuerzo por desafiar las normas de género, Piper exploró las asociaciones negativas hechas sobre una mujer sentada sola en un bar y la suposición de que está buscando la mirada masculina. Para combatir estas normas entre 1986 y 1990, repartiría "My Calling Card #2" para solicitar a los espectadores que respeten su privacidad y transmitir que estar sola no equivale a esperar ligar con alguien. Ambas tarjetas de llamadas fueron entregadas para hacer una declaración sobre su identidad. 
El paso racial se aborda en otra de las piezas de actuación de Piper, "Cornered" (1988), donde en una grabación de video declara a una audiencia, "I'm black". Piper luego explica cómo ese hecho puede sorprender al espectador porque Piper, que tiene una tez más clara, podría pasar por blanco, pero elige identificarse como negro.
Piper's, Everything # 5.2 (2004), es una pieza de vidrio espejado con forma de lápida que superpone el reflejo del espectador, el texto "Todo se llevará" y las estructuras internas detrás del yeso de la pared de la galería. El trabajo puede verse como un medio para provocar a los espectadores a interrogar sobre el poder de las instituciones para determinar el valor de una obra de arte, así como para interrogar sobre su propio lugar en el mundo.
En The Probable Trust Registry, la pieza por la que Piper recibió los máximos honores en la Bienal de Venecia en 2015, Piper solicitó a los visitantes que firmaran contratos con ellos mismos adhiriéndose a uno de un trío de declaraciones publicadas, por ejemplo, "Siempre haré lo que digo que voy a hacer". En un comunicado que acompañaba el premio, el jurado dijo: "Piper ha reformado la práctica conceptual para incluir la subjetividad personal, de sí misma, de su audiencia y del público en general". También señalaron que la pieza le pide a su audiencia "que participe en una actuación de responsabilidad personal de por vida". En febrero de 2017, el trabajo fue central para su primera exposición individual en un museo alemán en Nationalgalerie en Hamburger Bahnhof.
 

Una retrospectiva de 50 años del trabajo de Piper fue exhibida en el último piso del Museo de Arte Moderno (MoMA) desde el 31 de marzo de 2018 hasta el 22 de julio de 2018. Fue la primera vez que el museo de Nueva York dedica todo ese nivel a la vida de un artista. 

Obras seleccionadas
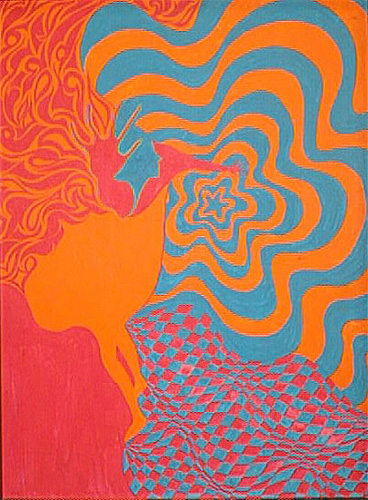
Alicia en la madriguera del conejo (1965)
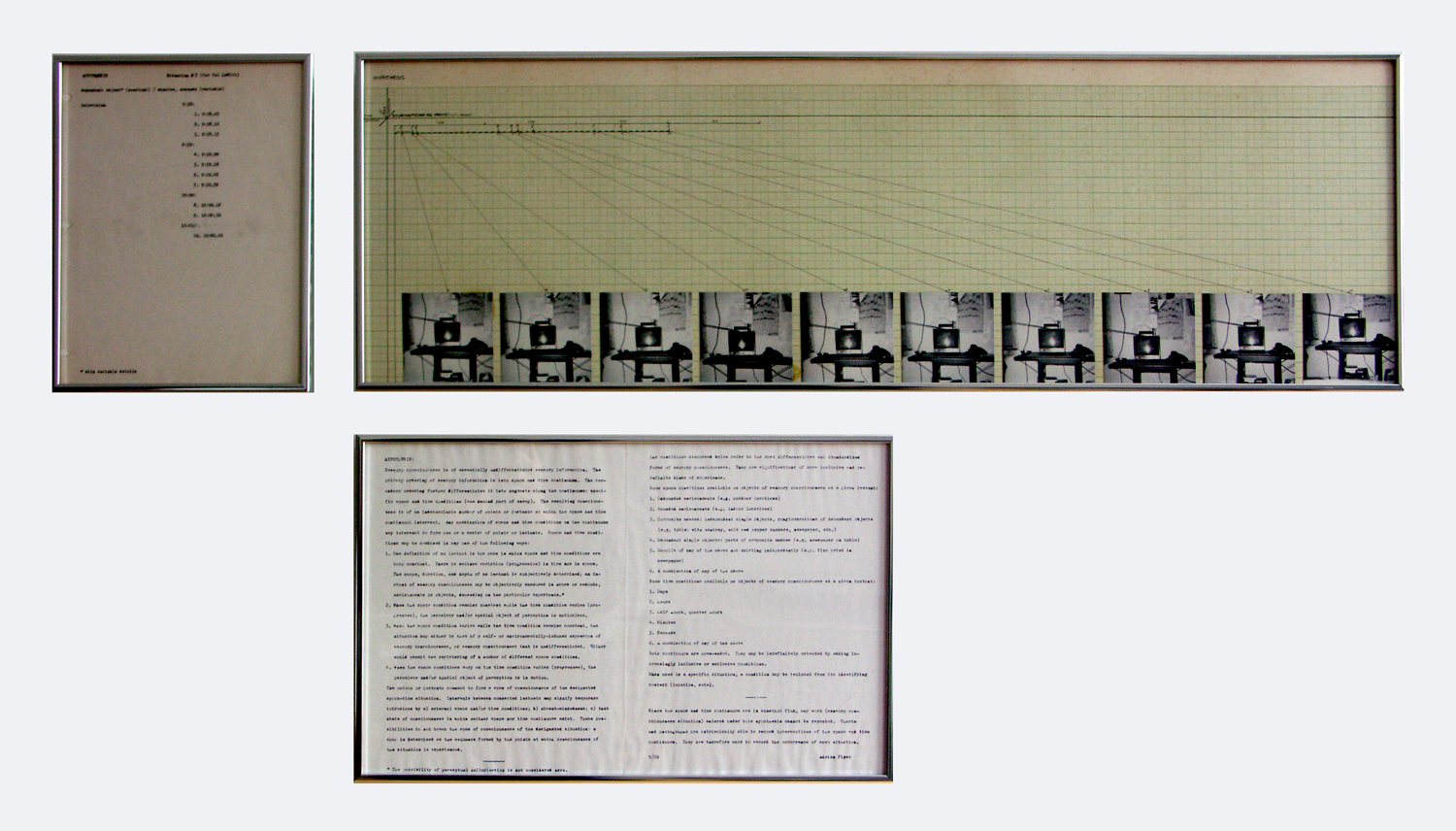
Hipótesis: Situación n. ° 3 (para Sol LeWitt) (1968)
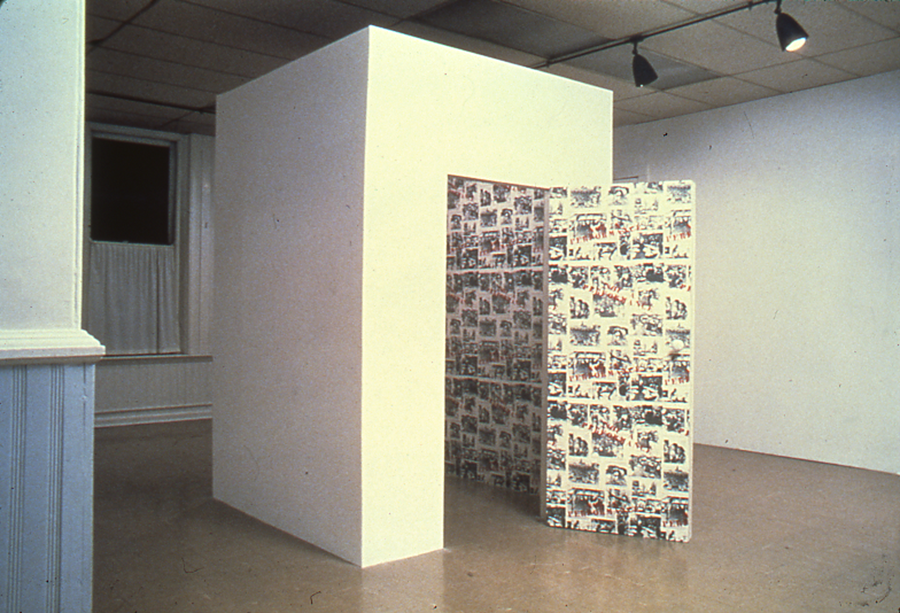
Arte para el patrón de superficie de Artworld (1976)
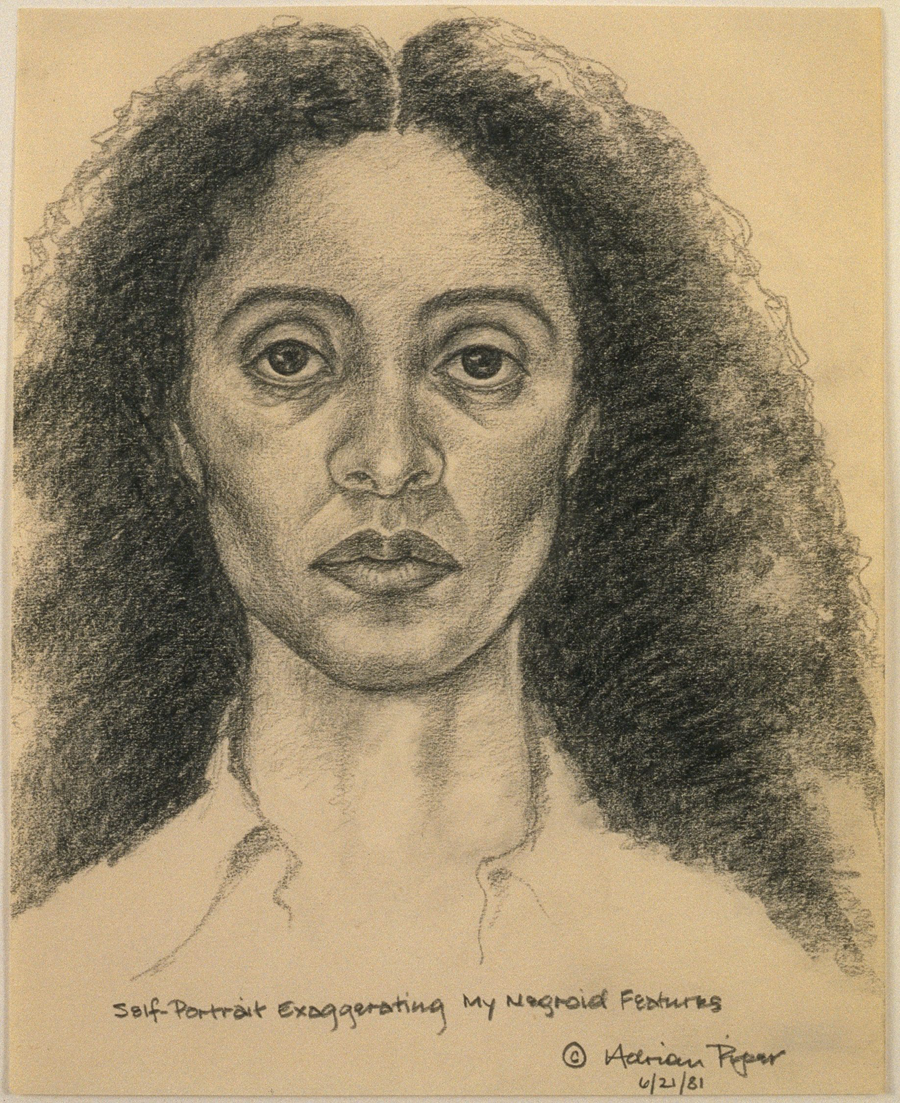
Autorretrato exagerando mis rasgos de negroides (1981)
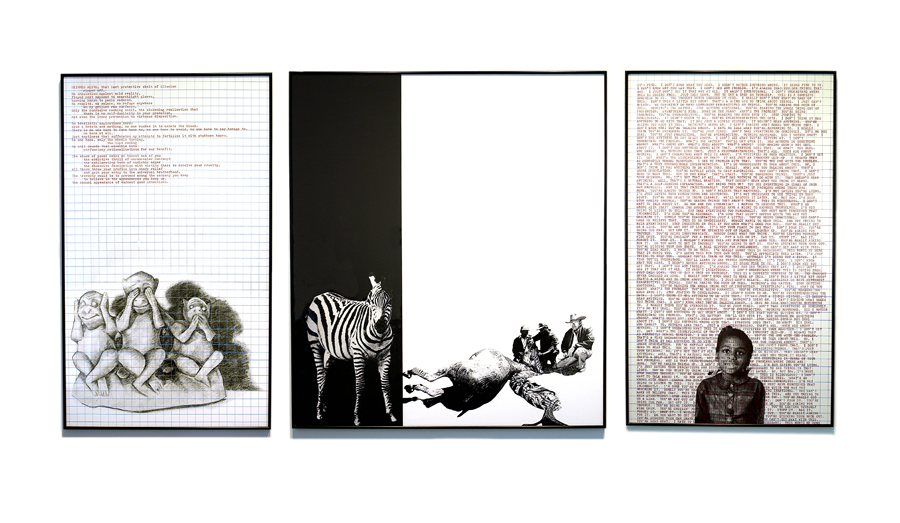
Decide quién eres, # 1: Skinned Alive (1991)
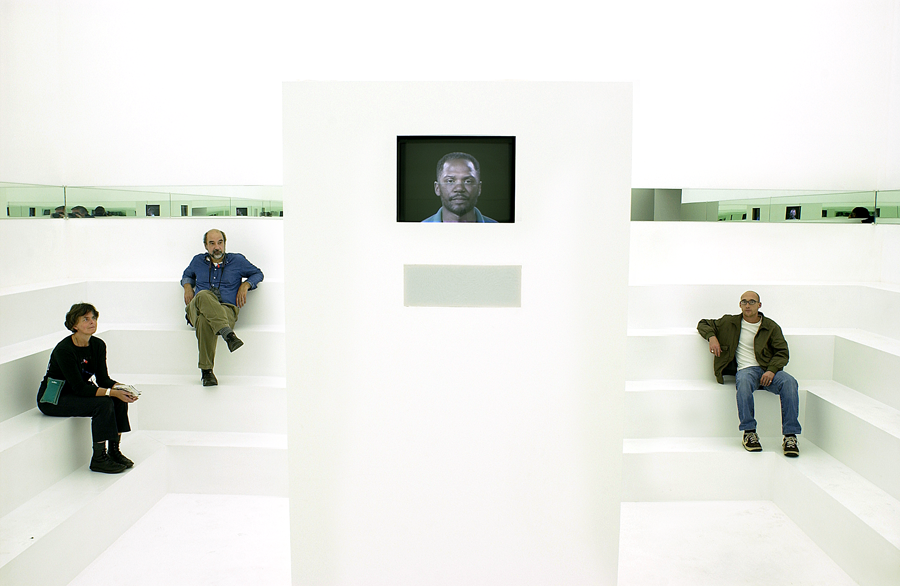
Cómo es, qué es # 3 (1991)
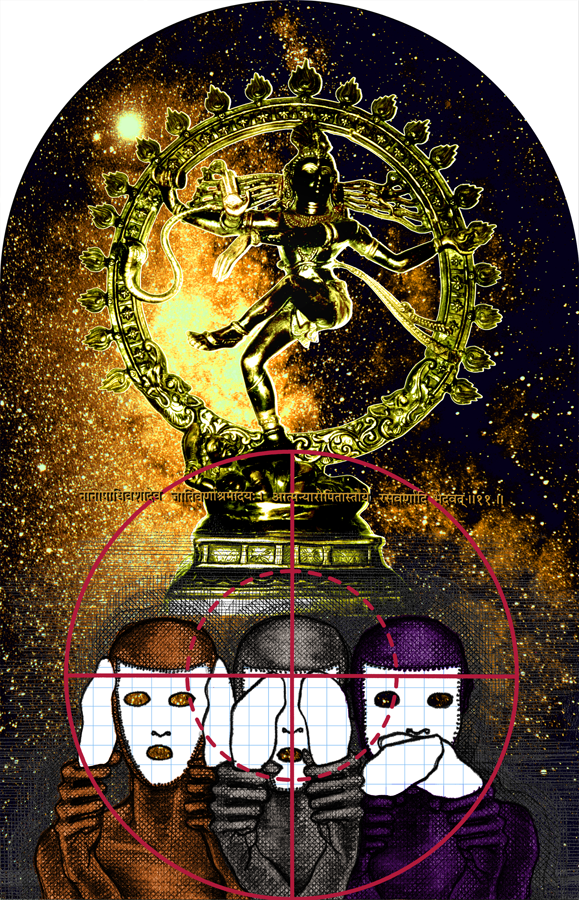
The Color Wheel Series, # 29: Annomayakosha (2000)

## Fundación

### La Fundación del Archivo de Investigación Adrian Piper
La Fundación del Archivo de Investigación Adrian Piper tiene su sede en Berlín, Alemania. Se centra en documentar el arte, la filosofía y el yoga de la vida de Piper. El objetivo de la fundación es proteger, preservar y ofrecer acceso público a la fundación en beneficio de aquellos estudiantes, académicos, curadores, coleccionistas, escritores y miembros del público en general que demuestren interés en el trabajo de Piper. Se otorgó una beca en los años 2011, 2013, 2015 y 2017, y el monto de la beca varía. La fundación está recaudando fondos con el objetivo de: (1) completar la renovación de su hogar permanente en Berlín-Mitte para aumentar su accesibilidad al público en general; (2) aumentar el monto de la subvención de la beca multidisciplinaria anual a un año sabático de investigación para el concesionario; y (3) sentar las bases para la nueva Beca de Tesis de Filosofía para la fundación. El objetivo de la campaña es recaudar € 4,000,000.00.

### Berlin Journal of Philosophy
Fundada en 2011, The Berlin Journal of Philosophy es una revista internacional de acceso abierto, revisada por pares, que busca innovar mediante la adhesión estricta a las políticas simultáneas de sumisión ciega, revisión doble ciega y antiplagio. El Berlin Journal of Philosophy es administrado y publicado por la APRA Foundation Berlin.

## Exposiciones seleccionadas
| Año  | Exposición |
| ---- | --- |
| 2018 | Adrian Piper: una síntesis de intuiciones, 1965-2016, el Museo de Arte Moderno, Nueva York Comenzando con los años setenta: GLUT, The Morris and Helen Belkin Art Gallery, Vancouver BC.                                                                  |
| 2018 | Adrian Piper: El Ser Mítico, MAMCO |
| 2017 | The Probable Trust Registry: The Rules of the Game # 1-3, Hamburger Bahnhof: Museum für Gegenwart, Berlín, Alemania. |
| 1999 | Adrian Piper: A Retrospective, 1965–2000, Centro de Arte, Diseño y Cultura Visual, UMBC (retrospectiva itinerante). |
| 1996 | NowHere, Museo de Arte Moderno de Luisiana, Humlebaek, Dinamarca. |
| 1994 | The Hypothesis Series 1968-70, Paula Cooper Gallery, Nueva York. |
| 1992 | Ur-Madonna, Expo '92, Monasterio de Santa Clara, Moguer (Huelva), España; Decide quién eres, Grey Art Gallery, John Weber Gallery, Paula Cooper Gallery, Nueva York.                                                                                      |
| 1991 | Cómo es, qué es, # 2, Museo Hirshhorn, Galería de Direcciones, Washington D. C.; Adrian Piper: European Retrospective, Ikon Gallery, Birmingham, Inglaterra (muestra itinerante); Espacio, tiempo y referencia 1967-1970, John Weber Gallery, Nueva York. |
| 1990 | Pretend, John Weber Gallery, Nueva York, Nueva York; Fuera de la esquina, Whitney Museum of American Art, Film and Video Gallery, Nueva York. |
| 1989 | Acorralado, John Weber Gallery, Nueva York. |
| 1987 | Adrian Piper: Reflections, 1967-1987, The Alternative Museum, Nueva York (espectáculo itinerante). |
| 1980 | Adrian Piper en Matrix 56, Wadsworth Atheneum, Hartford, Connecticut; Adrian Piper, Real Artways, Hartford, Connecticut. |
| 1976 | Adrian Piper, Galería Uno, Montclair State College, Montclair, Nueva Jersey. |
| 1969 | Tres proyectos sin título, exposición de arte postal, Nueva York. |

## Recepción
El curador Ned Rifkin escribió que Piper "tiene una posición singular" en el mundo del arte. El crítico de arte Michael Brenson afirmó que el trabajo de Piper "atravesó el mar helado en la gente y [los condujo] a áreas de sí mismos que no sabían que existían". Piper fue incluida en el compendio de Peggy Phelan y Helena Reckitt, Art and Feminism (2001), donde Phelan escribió que su arte "trabajó para mostrar las formas en que el racismo y el sexismo son patologías entrelazadas que han distorsionado nuestras vidas".
En 2012, recibió el Premio del Artista al Distinguido Cuerpo de Trabajo de la College Art Association. En 2015, fue galardonada con el León de Oro al mejor artista de la Bienal de Venecia 2015 por su participación en el espectáculo central de Okwui Enwezor, "All the World's Futures".
En 2011, la American Philosophical Association le otorgó el título de profesora emérita. En 2013, el Women's Caucus for Art anunció que Piper recibiría en 2014 el Lifetime Achievement Award de la organización.
Piper recibió el Käthe-Kollwitz-Preis 2018 de la Akademie der Künste, premio otorgado por su trabajo como artista a nivel internacional y filósofa analítica, que ha tenido una influencia considerable en el arte conceptual estadounidense desde mediados de la década de 1960.